# Parafia Miłosierdzia Bożego w Chorzewie
Parafia Miłosierdzia Bożego w Chorzewie – parafia rzymskokatolicka, znajdująca się w archidiecezji częstochowskiej, w dekanacie Działoszyn.
Parafię erygował abp Stanisław Nowak dekretem z 11 czerwca 2010 r. wyłączając jej terytorium z parafii św. Marcina w Siemkowicach. Funkcję proboszcza sprawuje od 2020 ks. Grzegorz Zbigniew Słaby.